# Савёловская линия
Савёловская линия — улица на севере Москвы в Бутырском районе Северо-Восточного административного округа, от Новодмитровской улицы вдоль железнодорожных путей Савёловского направления.

## История
Улица названа по расположению вдоль линии железной дороги Савёловского направления. До 1936 года — Малая Панская улица: в этом районе в XVII веке были поселены пленные поляки или, как их называли на Руси, «паны». Большой Панской называлась соседняя улица, ныне — Большая Новодмитровская улица.

## Расположение
Савёловская линия начинается от Новодмитровской улицы и проходит на юг вдоль железнодорожной линии Савёловского направления, заканчиваясь на территории технических предприятий Савёловского вокзала. Параллельна проходящей чуть западнее Большой Новодмитровской улице.

## Учреждения и организации
- Дом 17А — линейный отдел внутренних дел на станции Москва-Савёловская;
- Дом 20 — Московско-Савёловская дистанция гражданских сооружений, водоснабжения и водоотведения Московско-Смоленского региона Московской железной дороги;
- Дом 23 — Московско-Савёловская дистанция пути.